# Maurizio Fabrizio
Maurizio Fabrizio (* 16. März 1952 in Mailand) ist ein italienischer Komponist und Sänger.

## Karriere
Fabrizio besuchte das Konservatorium und spielte 1969 auch als Perkussionist an der Scala unter Claudio Abbado. Dann bildete er mit seinem Bruder Salvatore („Popi“) das Popduo Maurizio & Fabrizio  und veröffentlichte 1970 die Single Come il vento. 1971 nahm das Duo mit Andata e ritorno am Sanremo-Festival teil. Als Arrangeur war Fabrizio ab 1972 für mehrere Alben Angelo Branduardis verantwortlich (La luna, Alla fiera dell’est, La pulce d’acqua und Cogli la prima mela), außerdem arbeitete er mit weiteren namhaften Sängern wie Patty Pravo, Ornella Vanoni oder Mia Martini zusammen (für letztere schrieb er das sehr erfolgreiche Almeno tu nell’universo).
Selbst veröffentlichte er zwischen 1975 und 1980 vier Alben, die jedoch kaum Aufmerksamkeit erhielten.  Entsprechend verstärkte er Ende der 1970er-Jahre seine Songwritertätigkeit; meist zusammen mit Textdichter Guido Morra schrieb er Hits wie Storie di tutti i giorni (Riccardo Fogli), Sarà quel che sarà (Tiziana Rivale), Brividi (Rossana Casale) oder Bravi ragazzi (Miguel Bosé). Auch als Arrangeur war er weiter tätig, so für Bosé, Casale, Fabio Concato, Eduardo De Crescenzo, Gianni Togni, Toquinho und wieder für Branduardi. Auch in späteren Jahren stammten einige Hits aus Fabrizios Feder, etwa I migliori anni della nostra vita (Renato Zero, 1995), Strano il mio destino (Giorgia, 1996), Dove c’è musica (Eros Ramazzotti, 1996), Tutti gli zeri del mondo (Renato Zero und Mina, 2000) oder Che fantastica storia è la vita (Antonello Venditti, 2003). 2011 und 2013 brachte er wieder zwei eigene Alben heraus, auf denen er einige seiner von anderen Interpreten gesungenen Lieder neu präsentierte.
Fabrizio komponiert auch Bühnenmusik.

## Diskografie
Singles
- 1970 – Come il vento / Neve  (Maurizio & Fabrizio)
- 1971 – Andata e ritorno / Marzo (Maurizio & Fabrizio)
- 1975 – Azzurri orizzonti / Se non avessi Giulia
- 1976 – Candy / Piccola canzone
- 1976 – Mejico, Mejico / Wendy
- 1979 – Grande re / Buon padre
- 1980 – Segui me / Quando parlo di me

Alben
- 1975 – Azzurri orizzonti
- 1978 – Movimenti nel cielo / Movements in the Sky
- 1979 – Primo
- 1980 – Personaggi
- 2011 – Bella la vita
- 2013 – L’arte dell’incontro

## Belege
1. 1 2 3  Enrico Deregibus (Hrsg.): Dizionario completo della Canzone Italiana. Giunti Editore, Mailand 2006, ISBN 978-88-09-75625-0, Maurizio Fabrizio, S. 184 f.

| Personendaten    | Personendaten                      |
| ---------------- | ---------------------------------- |
| NAME             | Fabrizio, Maurizio                 |
| KURZBESCHREIBUNG | italienischer Komponist und Sänger |
| GEBURTSDATUM     | 16. März 1952                      |
| GEBURTSORT       | Mailand                            |